# Syrrhopodon cuneifolius
Syrrhopodon cuneifolius là một loài rêu trong họ Calymperaceae. Loài này được Thér. mô tả khoa học đầu tiên năm 1924.